# Districtul Lezhë

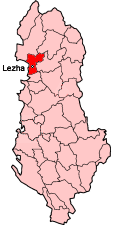
Districtul Lezhë în Albania

Lezhë este un district în Albania.
1. 1 2  GeoNames